# Ламовани
Ламовани (груз. ლამოვანი) — село в Грузии, на территории Душетского муниципалитета края (мхаре) Мцхета-Мтианети.

## География
Село находится в северо-восточной части Грузии, на правом берегу реки Нареквави, на расстоянии приблизительно 10 километров (по прямой) к юго-западу от города Душети, административного центра муниципалитета. Абсолютная высота — 703 метра над уровнем моря.

## Население
По результатам официальной переписи населения 2014 года в Ламовани проживало 170 человек (90 мужчин и 80 женщин). В национальном составе осетины составляли 67,1 %, грузины — 32,9 %.
| Год  | Население, человек |
| ---- | ------------------ |
| 2002 | 183                |
| 2014 | ↘ 170              |